# San Pedro Chiautzingo
San Pedro Chiautzingo es una localidad del Estado de México, México. Es parte del municipio de Tepetlaoxtoc.

## Toponimia
El nombre «San Pedro» hace referencia al santo patrono de la localidad: Simón Pedro. El nombre «Chiautzingo» proviene de los términos en náhuatl chiauhitl, pulgón; tzinco, diminutivo. Su significado es «pequeño pulgón».

## Demografía
| Gráfica de evolución demográfica |
|                                  |

| Censo | Población |
| ----- | --------- |
| 1921  | 458       |
| 1930  | 516       |
| 1940  | 502       |
| 1950  | 524       |
| 1960  | 575       |
| 1970  | 696       |
| 1980  | 1 076     |
| 1990  | 1 442     |
| 1995  | 1 875     |
| 2000  | 2 190     |
| 2005  | 2 435     |
| 2010  | 2 636     |
| 2020  | 3 209     |